# Lena Sundström
Lena Sundström (født cirka den 8. marts 1972 i Sydkorea) er en svensk journalist og forfatter.
Sundström har skrevet for Metro og Aftonbladet samt været kommentator og rapporter ved TV4.
Hendes debutbog var Saker jag inte förstår och personer jag inte gillar fra 2005. 
Siden har hun skrevet Känns det fint att finnas en dag till? fra 2007 og Världens lyckligaste folk fra 2009.
Den sidste bog var en reportage om dansk integrationspolitik skrevet på baggrund af et 3 måneders ophold i Danmark. 
For bogen vandt hun Publicistklubbens stora pris 2010, Guldspaden 2009 og Gleerups litterära pris 2009.
Bogen blev oversat til dansk og udgivet i 2009 af Forlaget Republik.
Sundströms bog inspirerede tydligvis den danske debattør Mikael Jalving til at skrive modbogen  Absolut Sverige.
Som DN's journalist interviewede hun Edward Snowden i 2015.